# Heemstedestraat

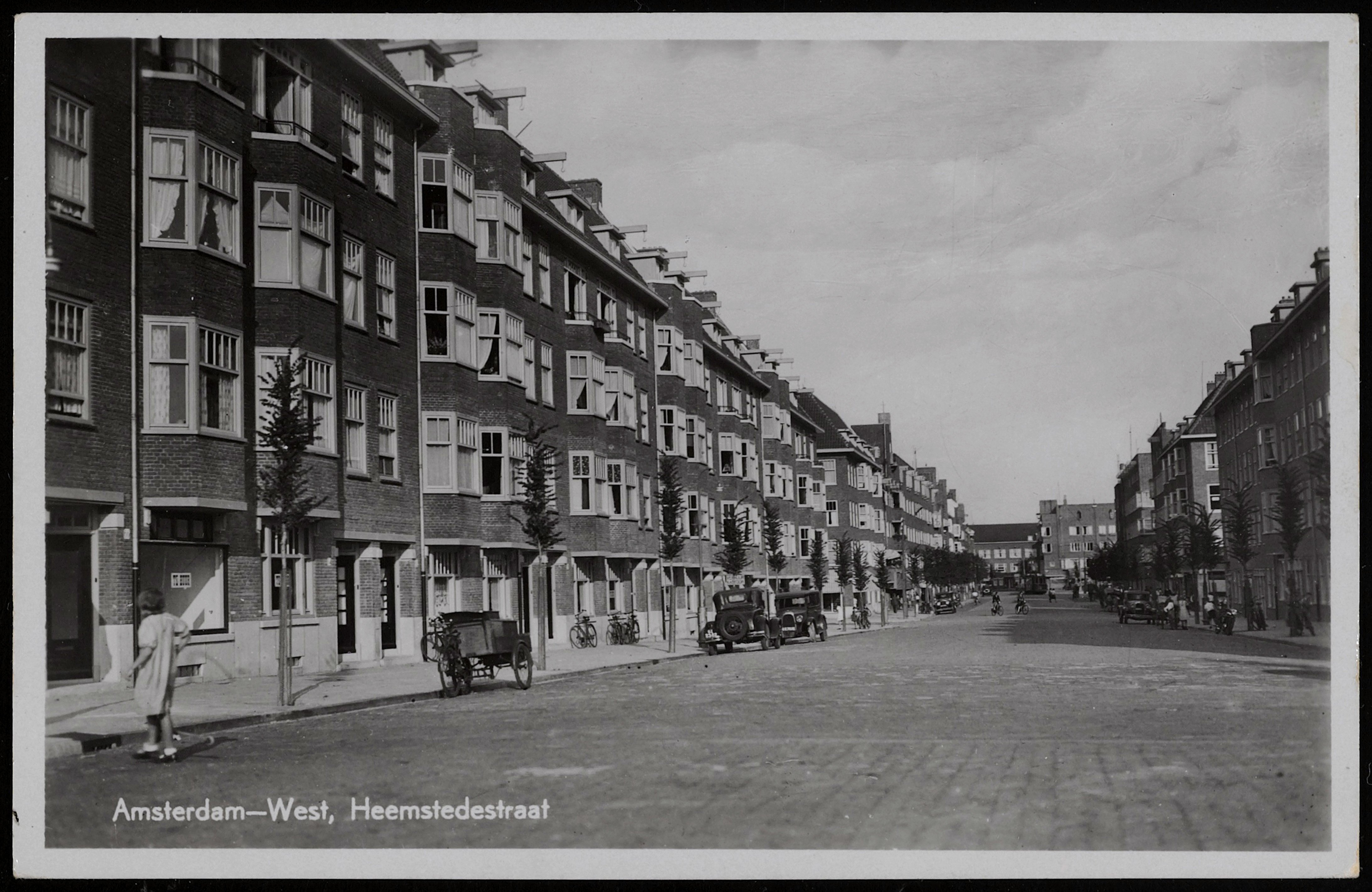
Heemstedestraat in circa 1928

De Heemstedestraat is een straat die zowel in Amsterdam-Zuid als in Nieuw-West ligt.

## Geschiedenis en ligging
De straat kreeg per raadsbesluit van 16 februari 1927 haar naam, een vernoeming naar de plaats Heemstede. Meerdere straten in de buurt zijn vernoemd naar plaatsen in Noord- en Zuid-Holland. De straat was ten tijde van de benoeming nog niet echt bepaald; de omschrijving luidde "straat, loopende van het Hoofddorpplein in westelijke richting". Amsterdam had in 1921 de westelijke buurgemeente  Sloten geannexeerd. Deze gemeente had voordien al plannen gemaakt voor een nieuwbouwwijk ten westen van de Sloterkade, maar de plannen werden in gewijzigde vorm uitgevoerd door de gemeente Amsterdam als onderdeel van het Plan West. Op de stadsplattegrond van 1940-1941 houdt de straat op bij de Westlandgracht.
Wanneer de gemeente Amsterdam in de jaren vijftig de plannen invult voor de wijk Westlandgracht wordt de straat nader bepaald. Op 17 april 1957 wordt een nieuwe definitie gegeven, maar weer met een open eind. De oorspronkelijk duiding wordt aangevuld met: "straat, thans lopende in westelijke richting tot de ringspoorbaan". De verbinding tussen oud en nieuw wordt gelegd door brug 385 over de Westlandgracht. Bij (weer) een nieuwe stadsuitbreiding wordt ze opnieuw aangepast. In 2019 loopt ze tot brug 710 (direct ten westen van de ringspoorbaan), alwaar ze overgaat in de Plesmanlaan. Bij de vorming van de wijk Westlandgracht kwam de Heemstedestraat parallel te liggen aan de gracht Slotervaart. Ten noorden van het nieuwe deel van de straat ligt de Westlandgrachtschutsluis, die voor het waterpeil de grenslijn vormt tussen stadspeil en polderpeil.
Doordat ze op een grens ligt, werd de straat steeds bij andere bestuurlijke eenheden ingedeeld. Tot de indeling in stadsdelen maakte de Heemstedestraat onderdeel uit van het Overtoomse Veld. Vanaf 1990 werd de Hoofddorppleinbuurt ingedeeld bij stadsdeel Amsterdam-Zuid, van 1998 tot 2010 was dit Oud Zuid. Het gedeelte tussen de Westlandgracht en de dijk van de Ringspoorlijn behoorde tot de wijk Westlandgracht, later onderdeel van Overtoomse Veld-Zuid. Sinds 1990 behoort deze wijk tot Stadsdeel Slotervaart-Overtoomse Veld, sinds 2004 Stadsdeel Slotervaart en sinds 2010 is dit deel van Amsterdam Nieuw-West.
De straat is zelf naamgever van de
- Heemstedebrug; een viaductstelsel in de Rijksweg 10 over de Heemstedestraat
- Heemstedemetrobrug met daarop het metrostation Heemstedestraat
- Heemstedespoorbrug

## Gebouwen
De geschiedenis van de straat is in de bebouwing terug te vinden. Tot aan de Westlandgracht is de bebouwing in de vorm van portiekwoningen. Er werden woningen in de Amsterdamse School gebouwd naar ontwerp van Jo van der Mey, Co Franswa en Jan Boterenbrood. Zowel de noord- als de zuidzijde van de straat zijn bebouwd. Eenmaal over de brug 385 is de bebouwing geheel anders. De noordzijde is vrijwel onbebouwd gelaten; men wilde in Plan-West ruimte. Vanaf huisnummer 65 tot huisnummer 351 staan drie vrijwel identieke flats van zeven bouwlagen, ontworpen door de Rotterdamse architect Ernest Groosman, die ontwierp in de Wederopbouwarchitectuur.    

## Kunst
Ter hoogte van de Westlandgrachtschutsluis staat het kunstwerk Golf met drukveer van Gérard Leonard van den Eerenbeemt. Op de eerste van de drie flats is een muurschildering aangebracht, die verwijst naar de praktijkschool Campus Nieuw-West in 2018 opgegaan in JINC.

## Openbaar vervoer
Sinds 6 oktober 1975 rijdt tramlijn 2 vanaf het Hoofddorpplein over de Heemstedestraat naar Slotervaart ter vervanging van buslijn 23 die hier sinds 10 juli 1960 reed. In de Ringspoordijk aan de overzijde van de Slotervaart bevindt zich sinds 1997 het metrostation Heemstedestraat.

## Afbeeldingen

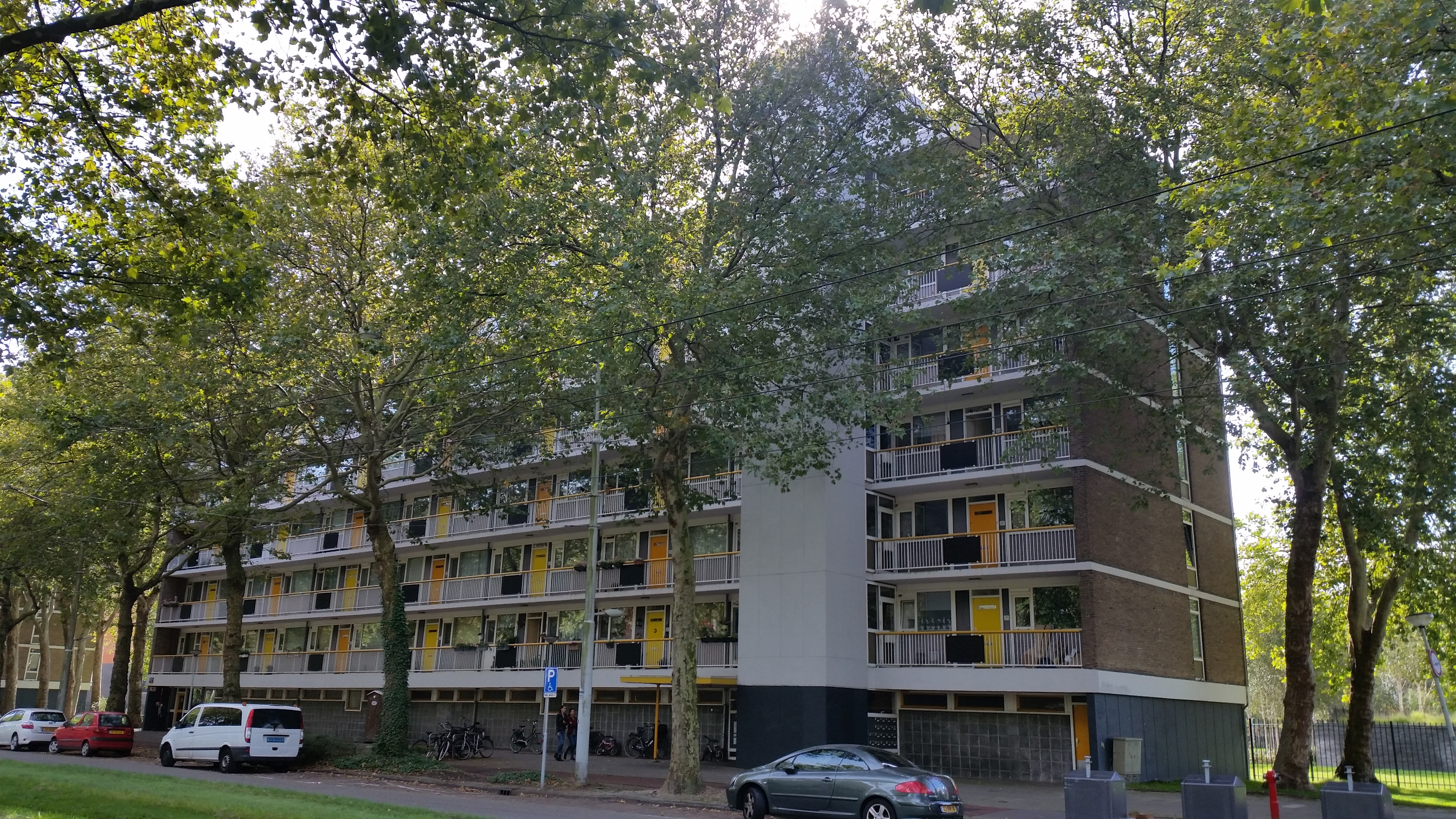
Een van de Groosmanflats (september 2019)
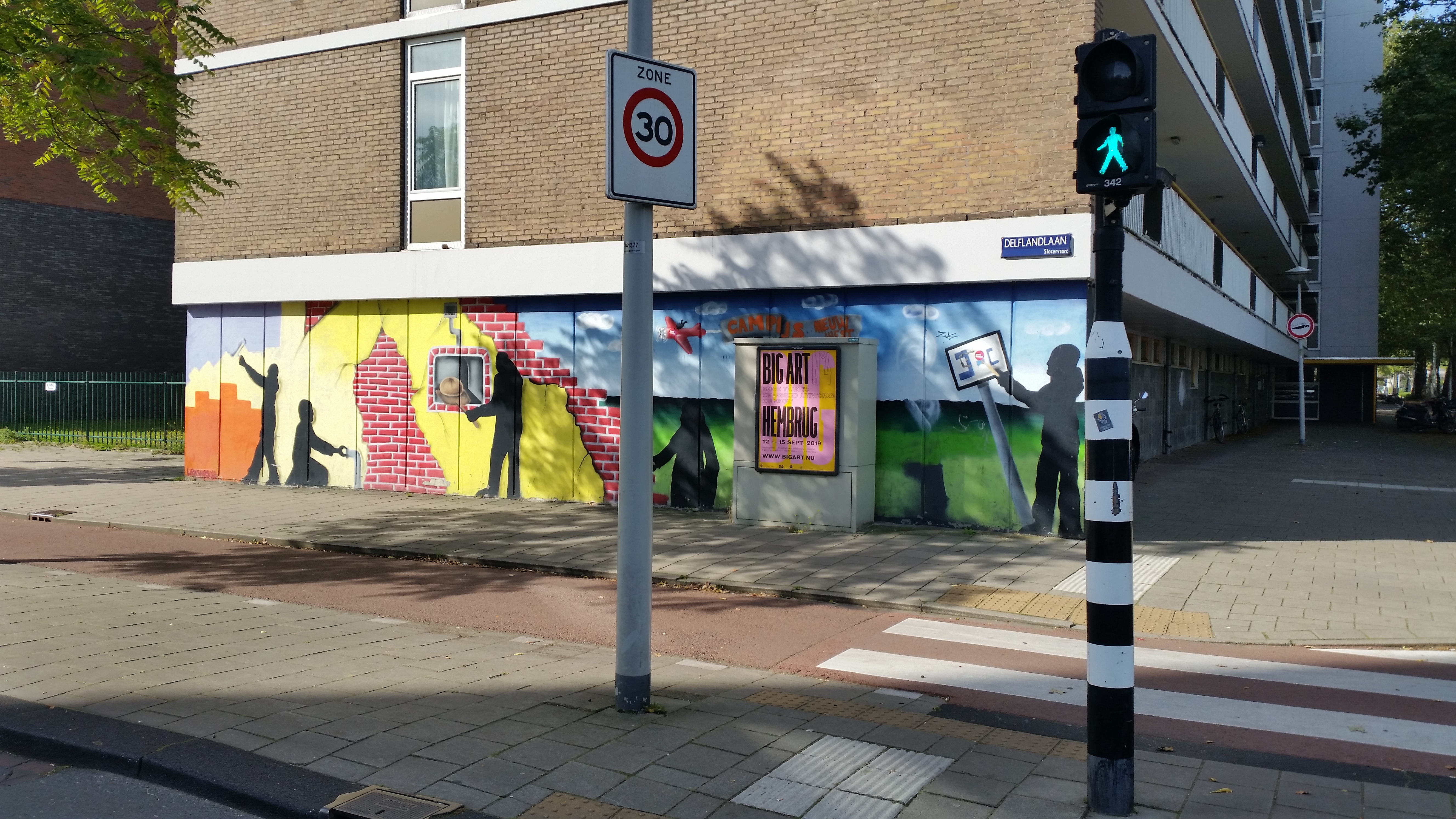
Muurschildering (september 2019)
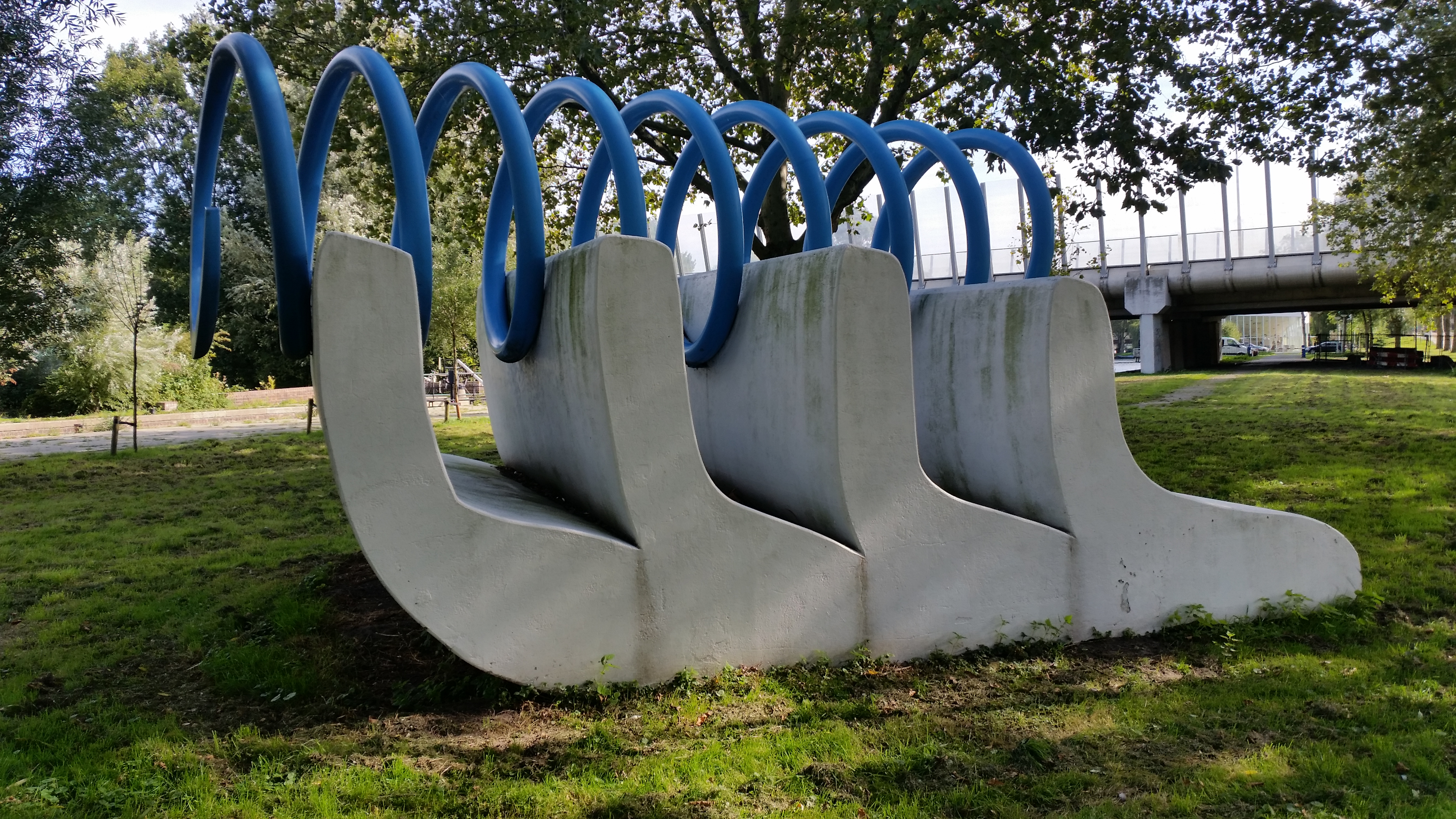
Golf met drukveer (september 2019)
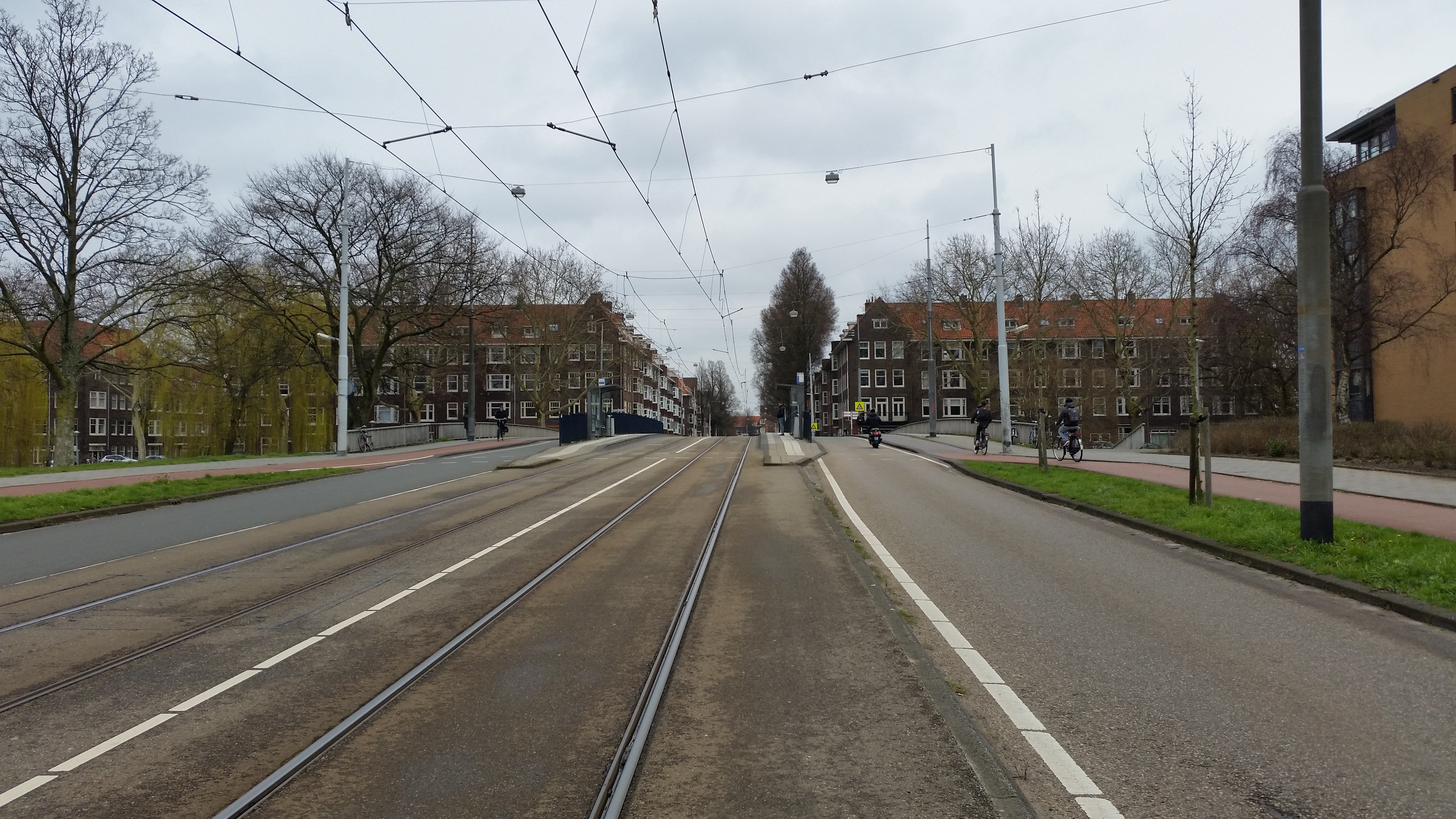
Brug 385 richting centrum (september 2019)